# Ику-Турсо (мифология)
Ику-Турсо (фин. «Вечный Турсо»), Турсас, Турсо, Турисас, Ику-Турилас, Мери-Турсас (фин. Iku-Turso, Tursas, Turso, Turisas, Iku Turilas, Meritursas) — морское чудовище в карело-финской мифологии.

## Описание
Сын бога-громовержца Укко. Облик подробно не описан, однако, известно определение Ику-Турсо как «тысячерогого». У северных народов «рогами» также называли щупальца кальмаров и осьминогов, поэтому «тысячерогий» может означать «имеющий тысячу щупалец». В старом финском языке «turso» означает «морж», а в современном финском языке «meritursas» означает «осьминог». Ику-Турсо имеет собственный символ — «Сердце Турсаса», представляющий собой один из вариантов свастики. Ику-Турсо связан не только с водной, но и с огненной стихией: во второй руне «Калевалы» он поджигает стог сена, в пепел от которого Вяйнямёйнен сажает жёлудь и выращивает дуб.

## В культуре
- В «Калевале» Ику-Турсо появляется дважды. В эпизоде выращивания Вяйнямёйненом дуба он сжигает стог сена[1]. В 42 руне «о преградах на море» рассказано, как колдунья Лоухи вызвала Ику-Турсо со дна для того, чтобы он утопил лодку героев, везущих Сампо. Но когда Ику-Турсо высунул голову из воды, Вяйнямёйнен схватил его за уши, вытащил из воды, сурово отчитал и отпустил, наказав лежать на дне и больше не беспокоить людей[2].
- Сюжет поимки Ику-Турсо Вяйнямёйненом изображён на картине известного финского художника Хуго Симберга «Вяйнямёйнен и Ику-Турсо» (1897).
- одним из вариантов имени Ику-Турсо названа финская фолк-метал-группа «Turisas».
- В 2019 году вышел фильм «Сердце Турсаса» на основе легенд об Ику-Турсо и произведений Говарда Филлипса Лавкрафта.

Именем Ику-Турсо была названа подводная лодка военно-морских сил Финляндии времён Второй мировой войны.